# Личные сбережения

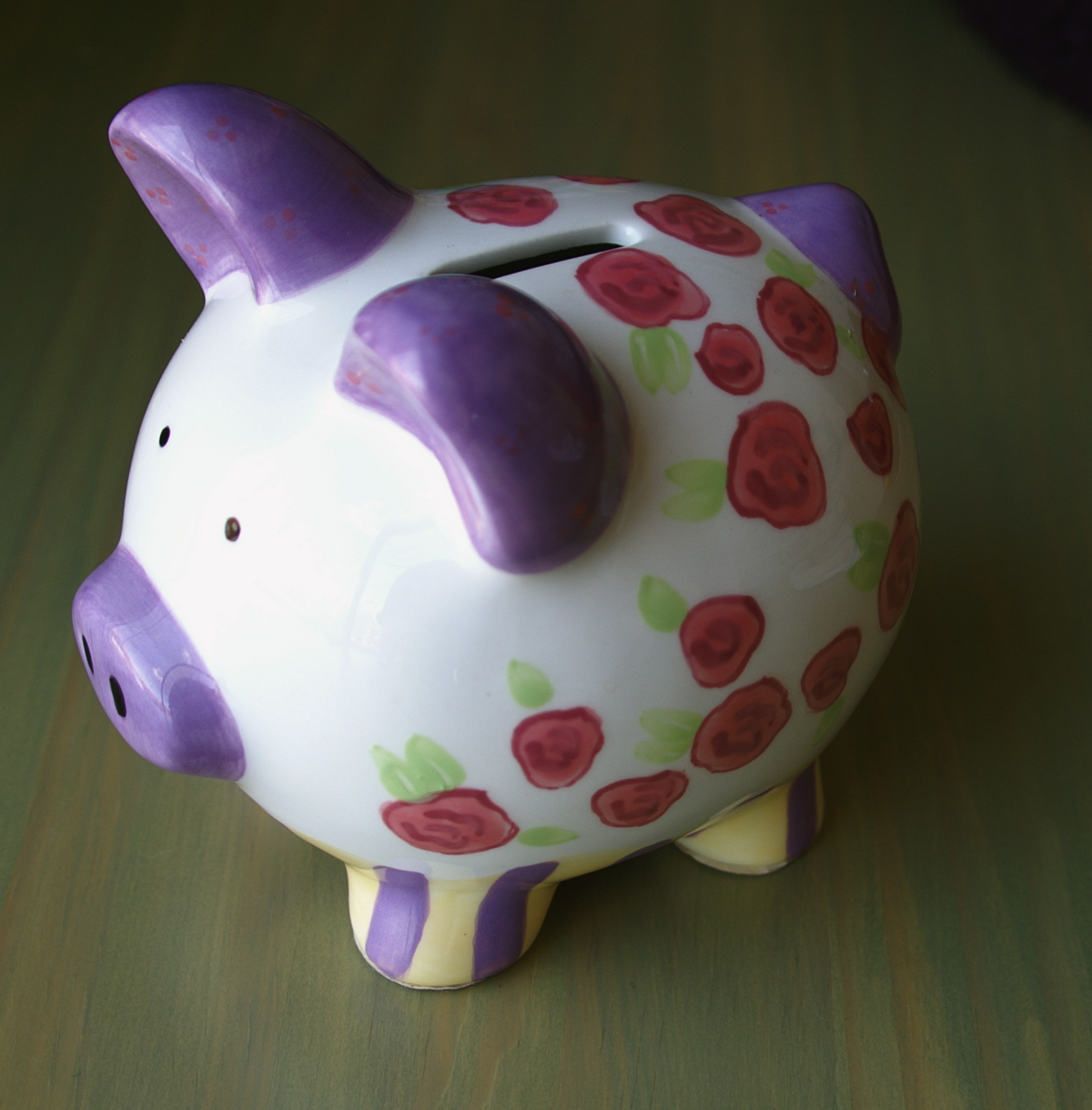
Копилка для сбережений

Личные сбережения — часть полученного за некоторый период личного (семейного) дохода, не потраченная на текущее потребление, а сохраненная и вложенная для использования в будущем. 
Сбережения являются одной из важных статей личного (семейного) бюджета. Принципы и правила расходования семейного бюджета рассматриваются в литературе, посвященной личным финансам.

## Мотивы сбережений
Сбережение части получаемых доходов связано со следующими мотивами:
- сбережение временных доходов;
- сбережения на черный день и на старость;
- приобретение товаров длительного пользования;
- передача сбережений детям.

Рациональность сбережений вытекает из гипотез жизненного цикла и перманентного дохода. Согласно гипотезе жизненного цикла рациональный потребитель стремится сберегать в течение всего периода трудоспособности, чтобы поддерживать потребление после выхода на пенсию. Гипотеза перманентного дохода говорит о том, что рациональный потребитель стремиться поддерживать постоянный уровень потребления, избегая сильных колебаний. Для этого ему необходимо сберегать некоторую часть дохода для того, чтобы иметь иметь возможность поддерживать потребление в течение жизни в случае временного снижения доходы. Временные доходы оптимально сберегать, а не тратить на потребление, так как на них нельзя будет рассчитывать в будущем. Временные дополнительные доходы можно потратить и на погашение кредитов, поскольку низкая долговая нагрузка также снижает неблагоприятные последствия, связанные с потерей заработка, болезнью, выходом на пенсию и другими обстоятельствами.

## Факторы сбережений
Факторами личный сбережений являются:
1. Величина дохода. При низких доходах сбережения затруднительны. Однако специалисты по личным финансам считают, что к сбережениям нужно стремиться и не допускать накопления долгов (закредитованности)[1].
2. Размер накопленного богатства. При достаточном размере имущества или финансовых активов люди могут перестать задумываться о том, чтобы сберегать или поддерживать низкий уровень долга. У них может складываться ощущение того, что размер накопленных активов достаточен для того, чтобы можно было позволить себе высокие стандарты потребления.

## Величина сбережений
Величина (норма) сбережений зависит от индивидуальных предпочтений, уровня дохода, продолжительности периода трудоспособности, доступности и качества финансовых услуг и других факторов. Кейнс считал, что норма сбережений постоянна и определяется основным психологическим законом: сбережения растут по мере роста дохода, но в меньшей степени. В современной экономике сбережения описываются различными моделями межвременного выбора, в которых норма сбережений может меняться в зависимости от внешних обстоятельств (дохода, процентных ставок и других факторов).
В популярной практической литературе, посвященной личным финансам есть разные подходы к формированию личных сбережений.
1. Сначала заплати себе — финансовый принцип, впервые сформулированный в книге Джорджа Клейсона Самый богатый человек в Вавилоне[2], затем популяризованный американским писателем Наполеоном Хиллом в его книге «Думай и богатей», согласно которому в первую очередь личные доходы следует откладывать на будущее ― то есть платить самому себе[3].
2. Метод «50-20-30» — финансовый принцип, согласно которому 50% дохода должно уходить на повседневные расходы (оплату жилья, транспорта, продуктов и т.д.); 20% должно сберегаться; 30% можно тратить на развлечения.
3. Метод четырех конвертов.